# 张绍槐
张绍槐（1931年—2019年6月5日），男，江西九江人，中国油气田开发工程专家，曾任西南石油学院院长、教授、博士生导师。